# Irland i olympiska vinterspelen 2018
Irland deltog i de olympiska vinterspelen 2018 i Pyeongchang, Sydkorea, med en trupp på fem atleter (fyra män, en kvinna) fördelat på fyra sporter.
Vid invigningsceremonin bars Irlands flagga av snowboardåkaren Seamus O'Connor.